# Naomi Taylor
Pour les articles homonymes, voir Taylor.
Naomi Taylor est une immunologiste américaine travaillant en France pour l'Inserm à l'Institut de génétique moléculaire de Montpellier. Elle est récipiendaire du prix Recherche 2010 de l'Inserm.

## Biographie
Taylor est née aux Etats-Unis. Elle obtient son doctorat en médecine et son doctorat de recherche à l'université Yale. Elle effectue un post-doctorat à l'Hôpital pour enfants de Los Angeles (en) en pédiatrie clinique, travaillant sur les transplantations de moelle osseuse.
En 1996, elle émigre en France et intègre l'Institut de génétique moléculaire de Montpellier où elle créé sa propre équipe de travail. En 2008, elle passe son habilitation à diriger des recherches (HDR) 1ère classe et est détachée pendant deux ans à l'Institut National du Cancer au département d'immunologie expérimentale.
En 2018, elle retourne aux Etats-Unis pour intégrer l'Institut National du Cancer américain au département d’oncologie pédiatrique. Elle reste néanmoins professeur-invité à l'université de Montpellier.
De 2001 à 2008, elle participe à l’élaboration de politiques scientifiques européennes au sein de l’European Society of Gene and Cell Therapy et de l’European Society of Immunodeficiencies.
Elle est aussi engagée dans l’association Sidaction. Enfin, elle est nommée présidente du conseil scientifique de l’Association française contre les Myopathies (AFM).

## Distinctions et récompenses
- Prix Recherche de l'Inserm (2010)